# Арсенал фест
Арсенал фест је музички фестивал који се сваке године одржава у Крагујевцу, граду у средишту Србије. Фестивал је први пут приређен 2011. године. Име је добио по месту одржавања, Кнежевом арсеналу, колевци индустрије модерне српске државе.
Прве године одржавања имао је само једну бину на којој су наступали извођачи. Наредне године направљена је и друга бина у Заставиној башти која је добила назив Гарден стејџ (енгл. Garden Stage). Треће године одржавања је монтирана и трећа бина под називом Ред Бул стејџ (енгл. Red Bull Stage), али јој је већ 2014. промењен назив у Експлоузив ди-џеј стејџ (енгл. Explosive DJ Stage). 
Од свог настанка па до 2015. године бележи стални раст посетилаца, а од тада је број посетилаца у просеку између 20.000 и 30.000.
Посетиоци имају могућност да набаве карту за сва три дана фестивала по нижим ценама пар месеци пре одржавања фестивала. Како се датум одржавања фестивала приближава, најављују се извођачи, а цена карте расте. Пред сам фестивал могу се набавити карте за сваки посебан дан фестивала или за сва три дана заједно. За посетиоце фестивала такође постоји организован камп простор у Великом парку, поред градског стадиона Чика Дача.
Фестивал је 2020. године награђен Ђурђевданском наградом града Крагујевца за допринос култури Крагујевца.
Реп дуо Крушевац гето је у априлу 2020. објавио песму Арсенал фест, која се сматра званичном химном фестивала.

## Место одржавања
Простор на којем се одржава фестивал је комплекс радионица и хала из 19. века у којима је зачета индустрија града Крагујевца и српска индустрија уопште. На том месту је настала прва тополивница, након тога и фабрика стрељачког оружја Застава оружје као и фабрика аутомобила и камиона Застава аутомобили. Фестивал је стекао углед због атмосфере који ствара архитектонски стил индустријских грађевина помешане са јаким звуком и богатим светлосним ефектима на концертима. Кнежев арсенал се налази уз реку Лепеницу, у старом језгру Крагујевца, на 300 метара од центра града ваздушном линијом, на 1,1 km од градске аутобуске и железничке станице и на 1,25 km ваздушном линијом од Клиничког центра Крагујевца.

## Досадашња издања фестивала

### 2011—2019.
| Година    | Датум   | Извођачи | Број посетилаца | Цена у динарима | Изв.          |
| --------- | ------- | --- | --------------- | --------------- | ------------- |
| 2011. (1) | 16. јун | С.А.Р.С. · 16 осам 23 · | 14.000          | 1.000           | [ 3 ] [ 4 ]   |
| 2011. (1) | 17. јун | · Човек без слуха · Хладно пиво · | 14.000          | 1.000           | [ 3 ] [ 4 ]   |
| 2011. (1) | 18. јун | · Лету штуке · Рамбо Амадеус · Партибрејкерс · Дубиоза колектив | 14.000          | 1.000           | [ 3 ] [ 4 ]   |
|           |         | |                 |                 |               |
| 2012. (2) | 14. јун | ЛУР · · Психомодо поп · · За џ · Баобаб · · · Мрави | 15.000          | 1.900           | [ 5 ]         |
| 2012. (2) | 15. јун | Марчело · Дубиоза колектив · Курири · Горибор · Плишани малишан · | 15.000          | 1.900           | [ 5 ]         |
| 2012. (2) | 16. јун | Аутогени тренинг · Земља грува! · Марко Настић · ЖенеКесе · · Канџија · · | 15.000          | 1.900           | [ 5 ]         |
|           |         | |                 |                 |               |
| 2013. (3) | 27. јун | · Смак · 90. минут · Док 7 · Чикине бомбоне · Бабе · Епилог | 24.000          | 1.800           | [ 6 ]         |
| 2013. (3) | 28. јун | КБО! · Партибрејкерс · Бајага и инструктори · Канда, Коџа и Небојша · Ритам нереда · Екс Револвери                                                                                         | 24.000          | 1.800           | [ 6 ]         |
| 2013. (3) | 29. јун | · Гоблини · Хладно пиво · Репетитор · Попечитељи · Ева Браун · ЗАА | 24.000          | 1.800           | [ 6 ]         |
|           |         | |                 |                 |               |
| 2014. (4) | 26. јун | · Човек без слуха · Џентлман · Дубиоза колектив · Хелм · Црвени картон · Шпајз · Бриганд · Бранимир и непријатељи · Неозбиљни песимисти · Никола Врањковић                                 | 25.000          | 1.800           | [ 7 ]         |
| 2014. (4) | 27. јун | Ничим изазван · Влатко Стефановски · Џибони · · Господин Пинокио · Мортал комбат · Сопот ·                                                                                                 | 25.000          | 1.800           | [ 7 ]         |
| 2014. (4) | 28. јун | Бркови · Гоблини · Бјесови · Сајси Ем-Си и Б.К.О. · Марчело и Исказ · | 25.000          | 1.800           | [ 7 ]         |
|           |         | |                 |                 |               |
| 2015. (5) | 25. јун | · Дебела Ненси · Бабе · Елементал · Хладно пиво · · ЛУР · · Друштво скривених талената · Госпођо, бате!                                                                                    | 21.000          | 1.800           | [ 8 ]         |
| 2015. (5) | 26. јун | · Ритам нереда · Бркови · С.А.Р.С. · Забрањено пушење · Артан Лили · Самостални референти · Блажа и Кљунови · Канда, Коџа и Небојша                                                        | 21.000          | 1.800           | [ 8 ]         |
| 2015. (5) | 27. јун | Ти · Коља и гробовласници · Горан Бреговић и Оркестар за свадбе и сахране · · Пикник · · Лет 3 · Болесна штенад ·                                                                          | 21.000          | 1.800           | [ 8 ]         |
|           |         | |                 |                 |               |
| 2016. (6) | 24. јун | Вива вокс · Бајага и инструктори · · ди-џеј Давид Лесе · · Игор Винце · Стерео банана · 16 осам 23 · Обојени програм · Никола Врањковић                                                    | 23.000          | 1.900           | [ 9 ]         |
| 2016. (6) | 25. јун | Ничим изазван · Масимо Савић · Електрични оргазам · · Машинко · КБО! · Зостер · Нено Белан ·                                                                                               | 23.000          | 1.900           | [ 9 ]         |
| 2016. (6) | 26. јун | · Партибрејкерс · Београдски синдикат · · Зигот · · Гужва у 16-ерцу · Џа или Бу · Горан Баре и Мајке · Мортал комбат                                                                       | 23.000          | 1.900           | [ 9 ]         |
|           |         | |                 |                 |               |
| 2017. (7) | 22. јун | Епилог · · Кербер · · Алитор · · Фитнес · Елвис Џексон · · Ритам нереда · Храбри кројач · Креативни неред · Три капљице · · · Рок планета                                                  | 30.000          | 2.300           | [ 10 ] [ 11 ] |
| 2017. (7) | 23. јун | Репетитор · Ана Поповић · Дарко Рундек · · Црвени картон · Ларска · Звонцекова биљежница · Бркови · Бјесови · Дрвотруо · Ирвас · · Гифт · 21 грам                                          | 30.000          | 2.300           | [ 10 ] [ 11 ] |
| 2017. (7) | 24. јун | Шкртице · Канда, Коџа и Небојша & Којот · Шпајз · Раскид 13 · Болесна штенад · Краљ Чачка · Дамир Урбан · Рамбо Амадеус · Гоблини · · Губ · · Крилат и бео · · · Вива вопс · Дингоспо Дали | 30.000          | 2.300           | [ 10 ] [ 11 ] |
|           |         | |                 |                 |               |
| 2018. (8) | 21. јун | ЈУ група · КБО! · Марки Рамон · Човек без слуха · Лет 3 · Никола Врањковић | 22.000          | 3.000           | [ 12 ]        |
| 2018. (8) | 22. јун | Вива вокс · · Сања Тишма и Маса · Погон БГД · Маика · · Мортал комбат · Коља · | 22.000          | 3.000           | [ 12 ]        |
| 2018. (8) | 23. јун | Плави оркестар · · Организам · · Пропаганда 117 · Лету штуке · Стерео банана · Марко Луис                                                                                                  | 22.000          | 3.000           | [ 12 ]        |
|           |         | |                 |                 |               |
| 2019. (9) | 19. јун | · · Мајдан · Урбан инстинкт · Атомско склониште · · Одговор · Весела машина · Алитор | 32.000          | 2.300           | [ 13 ] [ 14 ] |
| 2019. (9) | 20. јун | Влатко Стефановски · Дарко Рундек и Екипа · · Скордисци · Ником ништа · Туристи · Ритам нереда · Миле Кекин · М.О.Р.Т. · Дејан Цукић и Спори ритам бенд                                    | 32.000          | 2.300           | [ 13 ] [ 14 ] |
| 2019. (9) | 21. јун | Хладно пиво · Др Неле Карајлић · · Брат · Аутопарк · Ђорђе Миљеновић · Артан Лили · Самостални референти                                                                                   | 32.000          | 2.300           | [ 13 ] [ 14 ] |
| 2019. (9) | 22. јун | Партибрејкерс · Гоблини · Бохемија · Лагана среда · Драм · Буч Кесиди · Војко В · Визељ · Марко Луис                                                                                       | 32.000          | 2.300           | [ 13 ] [ 14 ] |

### 2020—данас
| Година     | Датум | Извођачи | Број посетилаца | Цена у динарима | Изв.                               |
| ---------- | --- | --- | --- | --- | ---------------------------------- |
| 2020. (10) | Десето издање фестивала требало је да буде одржано од 24. до 27. јуна 2020. године, а на списку најављених извођача налазили су се Ингви Малмстен, ... Међутим, 26. маја 2020. је објављено да фестивала неће бити те године због глобалне пандемије ковида 19. | Десето издање фестивала требало је да буде одржано од 24. до 27. јуна 2020. године, а на списку најављених извођача налазили су се Ингви Малмстен, ... Међутим, 26. маја 2020. је објављено да фестивала неће бити те године због глобалне пандемије ковида 19. | Десето издање фестивала требало је да буде одржано од 24. до 27. јуна 2020. године, а на списку најављених извођача налазили су се Ингви Малмстен, ... Међутим, 26. маја 2020. је објављено да фестивала неће бити те године због глобалне пандемије ковида 19. | Десето издање фестивала требало је да буде одржано од 24. до 27. јуна 2020. године, а на списку најављених извођача налазили су се Ингви Малмстен, ... Међутим, 26. маја 2020. је објављено да фестивала неће бити те године због глобалне пандемије ковида 19. | [ 15 ]                             |
|            | | | | |                                    |
| 2021. (11) | 24. јун | Партибрејкерс · Бајага и инструктори · Бркови · Кени није мртав · Крушевац гето · Бјесови · КБО! · Обојени програм · Репетитор | 23.000 | 3.000 | [ 16 ] [ 17 ]                      |
| 2021. (11) | 25. јун | Хладно пиво · Дубиоза колектив · Скордисци · Ником ништа · Кика · Кенди · Клинац · Драм · Никола Пејаковић · Свемирко · Никола Врањковић | 23.000 | 3.000 | [ 16 ] [ 17 ]                      |
| 2021. (11) | 26. јун | Освајачи · Рибља чорба · Ингви Малмстен · Газорпазорп · Иван Јегдић · Сајси Ем-Си · Канда, Коџа и Небојша · | 23.000 | 3.000 | [ 16 ] [ 17 ]                      |
|            | | | | |                                    |
| 2022. (12) | 30. јун | Буч Кесиди · (Стефан Миленковић и Др Неле Карајлић) · · Контра комитет · · Визељ · Ритам нереда · Електрични оргазам · Деца лоших музичара · Звонцекова биљежница ·                                                                                             | | 3.500 | [ 18 ]                             |
| 2022. (12) | 1. јул | Ана Поповић · Болесна штенад · Исток иза · ЛУР · Немања · Стеффан · Баша · Там · З++ · Горан Баре и Мајке · Коикои · · Рони Сајз | | 3.500 | [ 18 ]                             |
| 2022. (12) | 2. јул | Констракта · Гоблини · Попечитељи · Црни Церак · Дарко Рундек и Екипа · Смоке Мардељано · Мортал комбат | | 3.500 | [ 18 ]                             |
|            | | | | |                                    |
| 2023. (13) | 28. јун | Парни ваљак · Буч Кесиди · Ђорђе · Црна листа · Фрактал · Теја Дора · Газда Паја · Сајси Ем-Си · Канда, Коџа и Небојша · Кени није мртав · Порто Морто | | 4.500 | [ 19 ]                             |
| 2023. (13) | 29. јун | Влатко Стефановски · Лет 3 · Аутогени тренинг · Епилог · Јорговани · Стерео банана · Роузи · Хиљсон Мандела · Никола Врањковић · Елементал | | 4.500 | [ 19 ]                             |
| 2023. (13) | 30. јун | Немања Радуловић и оркестар · Београдски синдикат · Смак+ · Дубиоза колектив · Артан Лили · Кенди · Филип Балош · Бојана Вунтуришевић · Марко Луис | | 4.500 | [ 19 ]                             |
| 2023. (13) | 1. јул | Коља и гробовласници · Џибони · Паров Стелар · (ди-џеј сет) · Монах · Прото тип · КБО! · Коза мостра · Зостер · | | 4.500 | [ 19 ]                             |
|            | | | | |                                    |
| 2024. (14) | 27. јун | · Партибрејкерс · Бркови · Вук Вукајловић · · Кени није мртав · Јарболи · Свемирко · Ничим изазван | | 5.000 | [ 20 ]                             |
| 2024. (14) | 28. јун | · Бијело дугме · Цоби · Лил Памп · · Гајбраш Т. · Данте · Стеффан · Њезз · Мики Радојевић и бенд · Џет Веспер · Војко В · Мортал комбат · Ритам нереда · Роузи · Мими Мерцедез                                                                                  | | 5.000 | [ 20 ]                             |
| 2024. (14) | 29. јун | · Здравко Чолић и симфонијски оркестар · · Сиверт Хејем · Гоблини · Мали демон · Круз Роуди · · Ник Вест · Ива Лоренс · · Савршени маргиналци · · З++ · Лету штуке                                                                                              | | 5.000 | [ 20 ]                             |
|            | | | | |                                    |
| 2025. (15) | 26. јун | Бајага и инструктори · Зостер · Фрактал · · Аналогна раса · Драм · Немечек · Визељ · Шкофја Лока · · Ида Престер · Никола Врањковић | 35.000 | 6.200 | [ 21 ] [ 22 ] [ 23 ] [ 24 ] [ 25 ] |
| 2025. (15) | 27. јун | Освајачи · Буч Кесиди · · Лавина · 357 · Професор Чонта и Патка · КБО! · Бјесови · Весела машина · Сајси Ем-Си · ТНГ · Црни Церак · Канда, Коџа и Небојша | 35.000 | 6.200 | [ 21 ] [ 22 ] [ 23 ] [ 24 ] [ 25 ] |
| 2025. (15) | 28. јун | · Рундек и екипа · Мајкл Киванука · · Пакс · Аутопарк · Рамбо Амадеус · Идем · Коикои · | 35.000 | 6.200 | [ 21 ] [ 22 ] [ 23 ] [ 24 ] [ 25 ] |

## НаградаМикица Здравковић
Фестивал је 2021. године установио признање које је намењено личностима из Србије и региона за њихов укупни рад на музичкој сцени. Признање носи име музичара и музичког промотера Микице Здравковића, који је 27. новембра 2020. преминуо од последица ковида 19. Здравковић је био један од оснивача Арсенал феста и дугогодишњи запосленик Дома омладине Крагујевца. На музичкој сцени је био најпознатији као басиста група Човек без слуха и Веселе осамдесете. Одлуку о добитнику доноси трочлани жири, а признање је у облику плакете и уручује се 21. јуна, на Светски дан музике.
| Година | Добитник                                                    | Чланови жирија                                       | Изв.   |
| ------ | ----------------------------------------------------------- | ---------------------------------------------------- | ------ |
| 2021.  | Ненад Кузмић (музички уредник Радио Београда 202)           | Зоран Милановић, Милан Мики Радојевић, Иван Петровић | [ 27 ] |
| 2022.  | Брајан Рашић (фотограф)                                     | Маја Цветковић, Војислав Аралица, Саша Вујић Вуја    | [ 28 ] |
| 2023.  | Војислав Аралица (продуцент, музичар, композитор и аранжер) | Бранислав Благојевић, Драган Урошевић, Иван Петровић | [ 29 ] |
| 2024.  | Бранко Голубовић Голуб (музичар, хуманитарац и писац)       | —                                                    | [ 30 ] |